# Democràcia Tres Milions
Democràcia Tres Milions (D3M) (en basc: Demokrazia Hiru Milioi) fou una plataforma política que es presentà com a agrupació electoral a les eleccions al Parlament Basc de 2009. El seu nom al·ludeix a la població total dels territoris que componen el País Basc.
Entre els seus promotors es trobaven exdirigents d'Herri Batasuna (HB), Batasuna, Euskal Herritarrok (EH), representants i excandidats d'Acció Nacionalista Basca (ANB), els portaveus d'Autodeterminaziorako Bilgunea (AuB) i Gasteiz Izan (ambdues llistes anul·lades per a les eleccions de 2003), el representant d'Euskal Herrian Euskaraz (EHE), membres del sindicat LAB i la filla del diputat d'HB assassinat pels GAL Josu Muguruza.
Des de la seva presentació el 10 de gener de 2009 a Bilbao ja van sorgir veus, entre elles les del Partit Popular, l'Associació de Víctimes del Terrorisme o el Fòrum Ermua, demanant la seva investigació. Aquell mateix dia la Fiscalia General de l'Estat va anunciar que a instàncies del Ministeri de l'Interior iniciava la investigació dels promotors i de la mateixa plataforma davant de la possibilitat que fos una "llista blanca o negra d'ETA". De la mateixa manera, el president José Luis Rodríguez Zapatero va declarar públicament que no permetria cap llista tapadora de Batasuna.
Per la seva part Elkarri i Eusko Alkartasuna van expressar el seu desig que D3M pogués presentar-se a les eleccions.
En la tasca de recollida d'adhesions necessàries per a poder presentar-se, tant Acció Nacionalista Basca com LAB van col·laborar activament.
Poc després s'anuncià que la Fiscalia General de l'Estat espanyol ja preparava la impugnació de les llistes de D3M, així com d'Askatasuna per la seva "vinculació estreta amb Batasuna".
El 23 de gener de 2009 en una operació policial dirigida pel jutge Baltasar Garzón van ser detingudes vuit persones per la seva relació amb la il·legalitzada Batasuna i amb l'entorn d'ETA, entre elles Amparo Lasheras, portaveu de D3M. Segons les investigacions policials tant D3M com Askatasuna tenien vincles clars amb Batasuna, el que portava que ambdues llistes haguessin de ser il·legalitzades de cara a les eleccions. Finalment, després de la publicació de les seves llistes electorals es va observar que molts dels candidats havien tingut relació amb anteriors llistes il·legalitzades de l'esquerra abertzale.
D3M va aconseguir que 47.337 firmes avalessin la candidatura per a concórrer a les eleccions. Aquesta xifra suposava un rècord històric del moviment d'alliberament basc pel que fa a la recollida d'avals d'un partit polític, ja que l'anterior màxim s'aconseguí l'any 1998 quan Euskal Herritarrok fou avalat per 45.602 persones, el mateix any que l'esquerra abertzale aconseguí el seu màxim històric de vots a Euskadi. D'aquesta forma, va poder presentar llistes en tres territoris històrics bascos on es preparaven comicis (Àlaba, Biscaia i Guipúscoa).
El president d'Eusko Alkartasuna (EA), Unai Ziarreta, generà moltes crítiques del Partit Socialista d'Euskadi quan afirmà, en unes polèmiques declaracions fetes el 2 de febrer de 2009 a Madrid, que la presència de les candidatures abertzales aniria condicionada pels "càlculs que pugui fer el PSOE a cop de sondeig" -sobre la base dels seus interessos electorals- "tal com ho va fer a les passades eleccions municipals i forals amb algunes candidatures d'Acció Nacionalista Basca".
El 8 de febrer de 2009 el Tribunal Suprem va decidir anul·lar les candidatures de D3M i d'Askatasuna a les eleccions al Parlament Basc de 2009 en considerar que ambdues formaven part de l'entramat ETA/Batasuna. En el cas de D3M, les investigacions de la Guàrdia Civil, recollides en la sentència, van constatar que de les vuitanta-quatre persones que integraven les candidatures de D3M, vuitanta-dues d'elles guardaven "vinculació estreta amb formacions polítiques o agrupacions d'electors il·legalitzades o anul·lades, així com en alguns casos com a pertanyents a ETA". Finalment el Tribunal Constitucional va ratificar la sentència el 13 de febrer en considerar provat que aquesta organització "forma part de l'estratègia de la banda terrorista ETA". El 18 de febrer, el jutge de l'Audiència Nacional Baltasar Garzón va ordenar la suspensió d'activitats de la plataforma electoral durant tres anys, prorrogables a cinc, juntament amb la d'Askatasuna.
Una vegada coneguda la impossibilitat de presentar-se a les eleccions, la plataforma va demanar que s'utilitzés igualment la seva papereta, la qual cosa suposa el vot nul, però alhora els serviria per a mesurar el seu suport.